# Dalila Tayebi
Dalila Tayebi, née le 13 septembre 1959 à Blida, est une athlète algérienne

## Biographie
Ancienne athlète de haut niveau, enseignante, entraîneur et mère, Dalila Tayebi est une personnalité discrète mais actrice de changement en matière d'enseignement et de pédagogie, notamment dans les établissements français où elle a enseigné.Très bonne professeur au passage  
Aux Championnats panarabes d'athlétisme 1981 à Tunis, Dalila Tayebi est médaillée d'or du saut en longueur et de l'heptathlon.
Elle obtient aux Championnats panarabes d'athlétisme 1983 à Amman la médaille d'or du saut en longueur. La même année, elle est médaillée d'argent de l'heptathlon aux Jeux méditerranéens à Casablanca.
Dalila Tayebi est médaillée de bronze du saut en longueur aux championnats d'Afrique 1984 à Rabat.
Elle est aussi médaillée d'or du saut en longueur et de l'heptathlon et médaillée d'argent du 100 mètres haies aux championnats du Maghreb de 1981 ainsi que médaillée d'or du saut en longueur et de l'heptathlon aux championnats du Maghreb de 1983.
Elle est sacrée championne d'Algérie du saut en longueur de 1978 à 1985, du saut en hauteur en 1980, du 100 mètres haies en 1981 et de l'heptathlon en 1982.

### Palmarès
| Date | Compétition           | Lieu     | Résultat | Épreuve    | Performance |
| ---- | --------------------- | -------- | -------- | ---------- | ----------- |
| 1983 | Championnats du monde | Helsinki | 19e      | Heptathlon | 4 976 pts   |
| 1983 | Universiade           | Edmonton | 13e      | Heptathlon | 5 316 pts   |